# Jaekelopterus rhenaniae
Jaekelopterus rhenaniae (»Jaekelova perut iz doline Rena«) je izumrla vrsta pipalkarja iz danes izumrlega reda Eurypterida (»morskih škorpijonov«). Pri ocenjeni dolžini 2,5 metra je bil eden izmed dveh največjih kadarkoli odkritih členonožcev. Drugi veliki členonožec je bil Pterygotus, čeprav ni še čisto jasno, kateri je bil večji.  Jaekelopterus je živel pred približno 390 mio let. Čeprav ima vzdevek »morski škorpijon«, je najverjetneje živel v sladkovodnih rekah in jezerih, ne pa v slani vodi.
Žival je imela kar 46 cm dolge pipalke.
 Ko je bila žival iztegnjena, je pridobila še dodaten meter na dolžini.
Fosilizirane ostanke živali so odkrili v zgodnje devonskem Lagerstättu blizu Prüma v Nemčiji.